# بنفسج ثنائي اللون
بنفسج ثنائي اللون (الاسم العلمي: Viola bicolor) هو نوع من النباتات يتبع جنس البنفسج من فصيلة البنفسجية.